# 马克·诺弗勒
馬克·諾弗勒（英語：Mark Freuder Knopfler，1949年8月12日—），英國吉他手、歌手，摇滚乐队“險峻海峽”的主唱兼吉他手。
诺夫勒出生于苏格兰格拉斯哥，1977年同其兄弟大卫·诺夫勒组建險峻海峽乐队。1995年该乐队解散后单飞。
马克·诺夫勒在2003年滚石杂志评选为有史以来百大吉他手第27位。2011年滾石雜誌一百大吉他手列為第44名。
马克·诺夫勒和他的險峻海峽乐队截至目前已经在全球发售超过了1億2000万张专辑。
他曾為電影《桃色風雲搖擺狗》配樂。